# NGC 2904
NGC 2904 est une galaxie lenticulaire située dans la constellation de la Machine pneumatique. NGC 2904 a été découverte par l'astronome britannique John Herschel en 1835.

## Caractéristiques
Sa vitesse par rapport au fond diffus cosmologique est de 2 649 ± 38 km/s, ce qui correspond à une distance de Hubble de 39,07 ± 2,79 Mpc (∼127 millions d'al).
À ce jour, sept mesures non basées sur le décalage vers le rouge (redshift) donnent une distance de 55,329 ± 26,639 Mpc (∼180 millions d'al), ce qui est à l'intérieur des valeurs de la distance de Hubble en raison de l'incohérence de cet échantillon de mesures et de son écart-type très grand. Notons que c'est avec la valeur moyenne des mesures indépendantes, lorsqu'elles existent, que la base de données NASA/IPAC calcule le diamètre d'une galaxie et qu'en conséquence le diamètre de NGC 2904 pourrait être d'environ 29,3 kpc (∼95 600 al) si on utilisait la distance de Hubble pour le calculer.